# Black Water (film, 2018)
Pour les articles homonymes, voir Black Water.
Pour plus de détails, voir Fiche technique et Distribution.
Black Water est un film d'action américano-canadien photographié et réalisé par Pasha Patriki, sorti en 2018. 
Ce film marque la reformation du duo d'acteurs d'Universal Soldier, à savoir Jean-Claude Van Damme et Dolph Lundgren.

## Synopsis
Quand l’agent spécial Scott Wheeler se réveille, il est blessé et menotté à une chaise. Impossible pour lui de se rappeler qui sont ses geôliers ni comment il a atterri dans cette pièce. Après avoir subi un premier interrogatoire musclé, Wheeler a maintenant la certitude qu’il ne quittera jamais cet endroit vivant. Alors qu’il échafaude un plan d’évasion pour sauver sa peau, Marco, son compagnon de cellule, lui apprend qu’ils sont détenus dans un site secret et lourdement protégé : un sous-marin nucléaire en immersion à 1 500 mètres de profondeur.  

## Fiche technique
- Réalisation : Pasha Patriki
- Scénario : Chad Law, Tyler W. Konney et Richard Switzer
- Musique : Spencer Creaghan
- Photographie : Pasha Patriki
- Direction artistique : Steve Moon
- Décors : Elizabeth Rowland
- Costumes : Ashley Nicole Allen
- Production : Jason Cherubini, Alexander Ferguson, Tyler W. Konney, Richard Switzer et Jean-Claude Van Damme
- Sociétés de production : Saban Films, Taylor & Dodge et Dawn's Light
- Société de distribution : Saban Films (États-Unis), Condor Distribution (France)
- Pays de production :  États-Unis,  Canada
- Genre : action
- Durée : 104 minutes
- Dates de sortie :
  - États-Unis : 25 mai 2018 (en VOD)
  - France : 14 mai 2018 (en VOD) ; 3 juillet 2018 (en DVD et Blu-ray)

## Distribution
- Jean-Claude Van Damme (VF : Jérôme Keen) : Scott Wheeler
- Dolph Lundgren (VF : Antoine Tomé) : Marco
- Jasmine Waltz (en) (VF : Sophie Planet) : Cassie Taylor
- Al Sapienza (VF : Serge Blumenthal) : Edward Rhodes
- Patrick Kilpatrick (VF : Frédéric Popovic) : Ferris
- Courtney B Turk : Melissa Ballard
- Aaron O'Connell (VF : Fabien Briche) : Ellis
- Aleksander Vayshelboym (VF : Jean-Marco Montalto) : Kingsley
- Cathal Pendred (en) (VF : Frédéric Popovic) : Dax
- Kris Van Damme (VFB : Michel Hinderyckx) : Kagan
- Tom DeNucci : Rankin
- Tandi Tugwell : Riley
- John Posey (VF : Yann Pichon) : le capitaine Darrows
- Lance E. Nichols (VFB : Michel Hinderyckx) : Buchanan
- Harry B Joachim (VF : Yann Pichon) : Drummond
- Adrian Lockett (VF : Jean-Pierre Leblan) : l'ingénieur no 1
- Cuong Alex Do (VF : Jean-Marco Montalto) : le chef de bord

 Source et légende : version française (VF) sur RS Doublage et selon le carton du doublage français.